# Pancerz kompozytowy
Pancerz kompozytowy – pancerz powstały z połączenia kilku materiałów, które razem charakteryzują się lepszą odpornością, przy mniejszej masie, niż pancerz jednorodny. Stosowany szczególnie na pojazdach wojskowych.

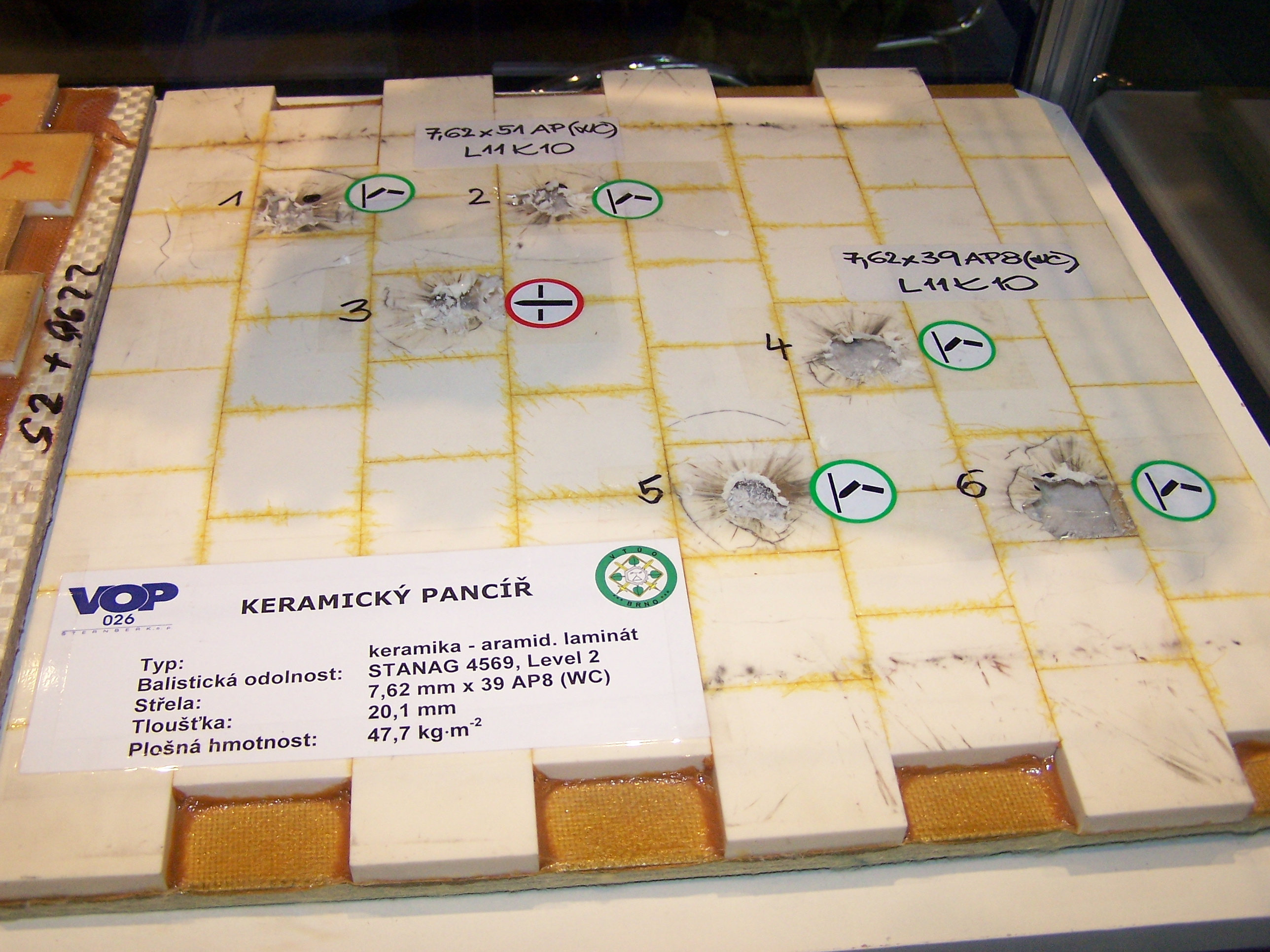
Pancerz kompozytowy ceramiczno-laminatowy poddany testom ostrzału

Potrzeba stosowania pancerzy kompozytowych pojawiła się na skutek znacznego wzrostu przebijalności środków przeciwpancernych po II wojnie światowej, przy konieczności wzięcia pod uwagę masy osłony. Zwiększanie grubości jednorodnego pancerza stalowego powoduje znaczny wzrost masy, limitowany nośnością danej konstrukcji i innymi ograniczeniami wpływającymi na masę, jak chęć zapewnienia możliwości transportu lotniczego lub pływania. Warstwowe pancerze kompozytowe (hybrydowe), powstałe z połączenia odpowiednich materiałów, mogą cechować się większą odpornością, przy jednoczesnym ograniczeniu masy i czasem grubości w stosunku do pancerza stalowego. Przykładowo, przed pociskami kalibru 14,5 mm chroni płyta stalowa o grubości 35 mm i masie 273 kg/m² albo płyta kompozytu ceramicznego o grubości 45 mm i masie 107 kg/m².
Wyróżnia się wśród nich między innymi cechujące się efektywnością kompozycje:  
- ceramiczno-metalowe
- ceramiczno-laminatowe
- ceramiczno-metalowo-laminatowe[1].

Najkorzystniejszy stosunek masy do zakładanej odporności uzyskuje się w przypadku pancerzy, w których jedną z warstw jest osłona ceramiczna. Ceramika ma przy tym dużą twardość, stąd może kruszyć pociski wykonane ze stali lub spieków wolframu. Stosowana jest głównie ceramika bazująca na tlenku glinu (korundowa lub alundowa), na węgliku krzemu lub węgliku boru. Może być łączona z metalami, jak stal pancerna, stopy aluminium lub tytanu, tworzywami sztucznymi, jak polietylen, oraz laminatami. Wśród laminatów stosowane są z włókien szklanych, aramidowych lub polietylenowych. Laminaty mają między innymi zastosowanie jako warstwy wyłapujące odłamki.